# ルーマニアの国旗
ルーマニアの国旗は、1990年以後の民主政体下以降は青、黄、赤の縦三色旗。
青は空、黄は鉱物・穀物、赤は国民の勇気・独立闘争を表すという。また青と赤がモルダヴィア、黄が小ワラキア、赤が大ワラキアを表したともいう。
憲法には青、黄、赤の三色旗と定められているが、法律番号75/1994においてコバルトブルー、クロムイエロー、バーミリオンレッドの三色旗とより詳細に規定されている。
国旗はチャドの国旗と酷似しており、チャドの国旗の縦横比が明確に定められていない点や、色の規定が若干異なる点を除けばほとんど同一だが、チャドの国旗の青色を若干濃く暗くして区別する場合がある。

大統領旗
首相旗
軍艦用艦首旗

## 過去に使用された旗

?ワラキア公国の国旗
?モルダヴィア公国の国旗(1346–1859)[要出典]
?ルーマニア公国の国旗(1859-1862)[要出典]。
?ルーマニア公国の国旗(1862-1866)
?ルーマニア公国の国旗(1866-1881)
? ルーマニア王国の国旗(1881-1945)
ルーマニア王国の軍旗(1914-1940) 中央には同王国の国章(1922年まで)とオリーブの白い枝が記されている。
ルーマニア王国の軍旗(1940-1947) 中央の国章は同王国にて1921年から1947年までに用いられたもの。

?ルーマニア人民共和国の国旗 (1948年1月制定)
? ルーマニア人民共和国の国旗 (1948-1952) 黄色い太陽と緑の森林と小麦を組み合わせた国章を配置している。
? ルーマニア人民共和国の国旗 (1952-1965) 国章に赤い星が加わった。
? ルーマニア社会主義共和国の国旗 (1965-1989) 国名変更に伴い、国章の国名表記が切り替わった。
? 1989年のルーマニア革命の際に救国戦線が用いた、中央の国章を切り取った国旗。
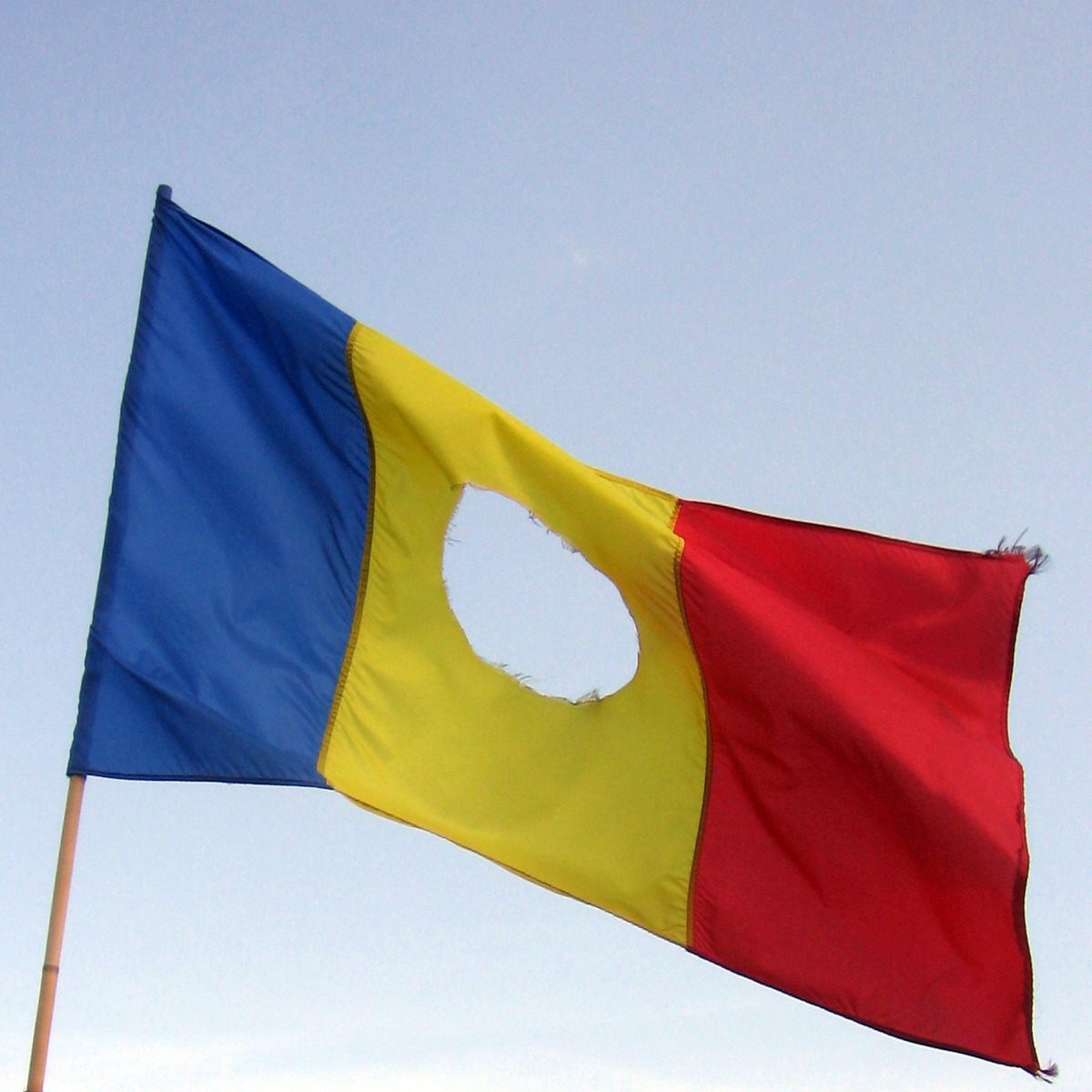
2006年の反政府デモで掲げられた、上記と同じ様式の旗。